# Impero Nigiani
Impero Nigiani (Incisa Valdarno, 12 settembre 1937 – Firenze, 20 novembre 2024) è stato un pittore e incisore italiano.
Autodidatta, ha sempre esercitato la sua attività a Firenze. Fin dagli inizi, la sua ricerca artistica si è indirizzata verso il realismo magico. Negli anni '70 ha fatto parte del gruppo Come pittura per approdare, nel 1979, al manifesto artistico Foto di gruppo presentato da Pier Carlo Santini.
Ha spesso lavorato "per cicli", producendo serie di dipinti o opere grafiche su tema unico: Don Chisciotte, Lucrezia Borgia, Giacomo Leopardi, Il nome della rosa, Giovanni Boccaccio, Vestivamo alla marinara, E il treno va...
Ha tenuto in Italia numerose personali presentate da celebri critici quali Federico Zeri, Dino Pasquali, Renato Barilli, Giorgio Segato, Tommaso Paloscia, Giorgio Di Genova, Vittorio Sgarbi, Lucio Scardino.
Le sue opere sono state esposte anche all'estero (Zagabria, Museo Vukovar, Tirana, Galleria nazionale d'arte contemporanea, Montevideo, Sale espositive del Ministero degli Esteri,  New York, Columbia University, Boca Raton, Galleria Berenson, Wuppertal, Von Der Heydt Museum, Wolfsburg, Istituto Italiano di Cultura).
Alcuni suoi disegni sono conservati a Firenze (Biblioteca Nazionale Centrale, Gabinetto Vieusseux), Padova (Biblioteca Pinali, Musei Civici), Lucca (Biblioteca della Fondazione Ragghianti), Mantova, (Raccolta Sartori).
Il ciclo dei suoi dipinti dedicati a Lucrezia Borgia è stato donato dall'artista al Museo Civico Ferraresi di Stellata. Altri suoi dipinti sono custoditi presso il Museo d'arte moderna di Ferrara,la Pinacoteca Bacilieri nel Museo civico di Belriguardo